# Patronato regio

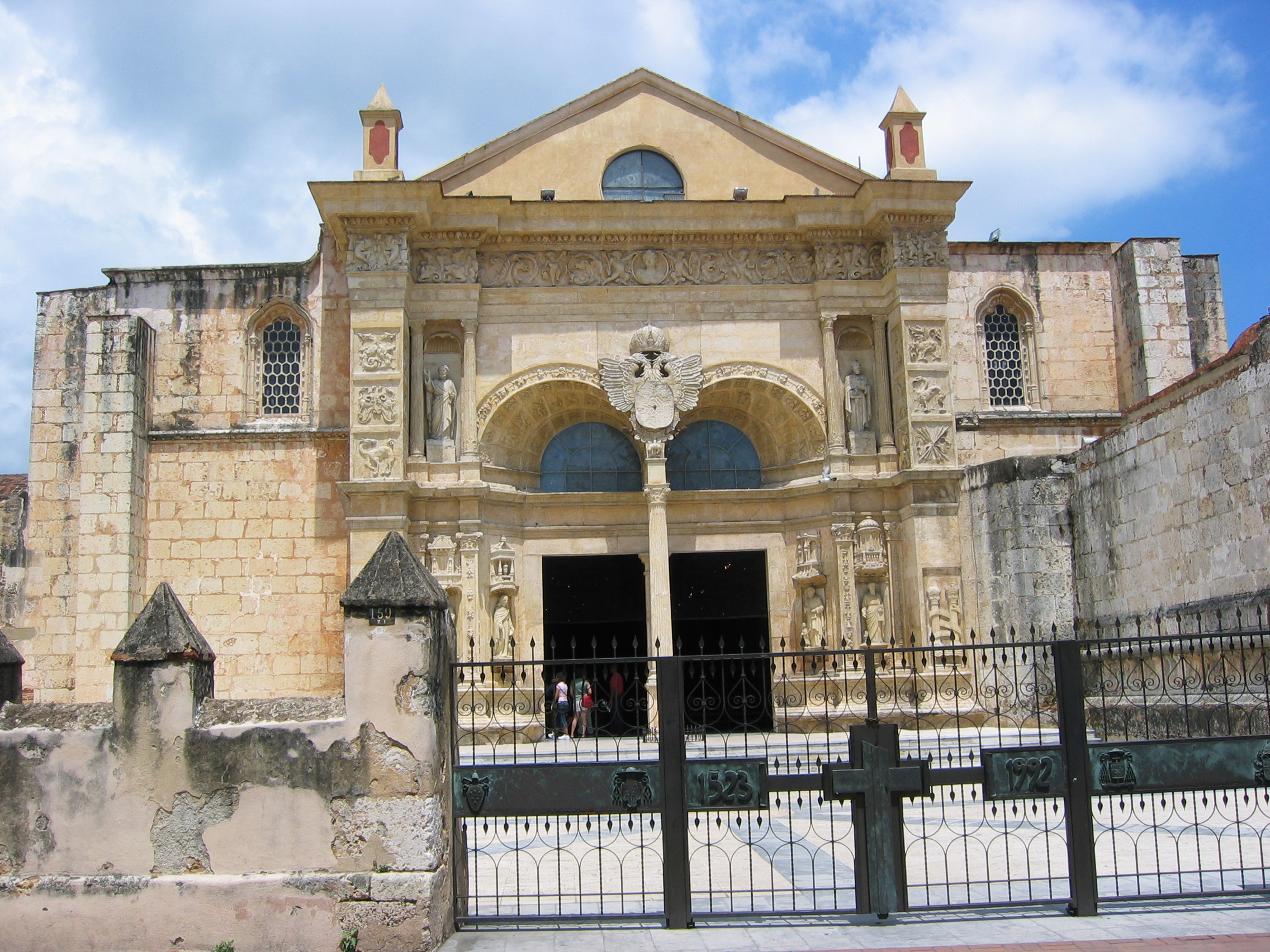
Catedral de Santo Domingo

El patronato regio consistió en el conjunto de privilegios y facultades especiales que los papas concedieron a los reyes de distintas monarquías europeas del Antiguo Régimen y que les permitían, al principio, ser oídos antes de una decisión papal o elegir directamente en sustitución de las autoridades eclesiásticas, a determinadas personas que fueran a ocupar cargos vinculados a la Iglesia católica (derecho de patronato).
Más tarde, los monarcas lograron el ejercicio de todas o la mayoría de facultades atribuidas a la Iglesia en el gobierno de los fieles, convirtiéndose, de hecho y de derecho, en la máxima autoridad eclesiástica en los territorios bajo su dominio (patronato regio stricto sensu).
El más importante históricamente es el que se concedió a partir de 1508 a los reyes de España o de la Monarquía Hispánica; pero ya en 1516 se habían concedido privilegios semejantes al rey de Francia (por el papa León X) y antes aún al rey de Portugal (el Padroado por la bula Dudum cupientes del papa Julio II, en 1506); ahora bien, estas prerrogativas «se extendían solo a obispados y beneficios consistoriales».

## Origen y significado

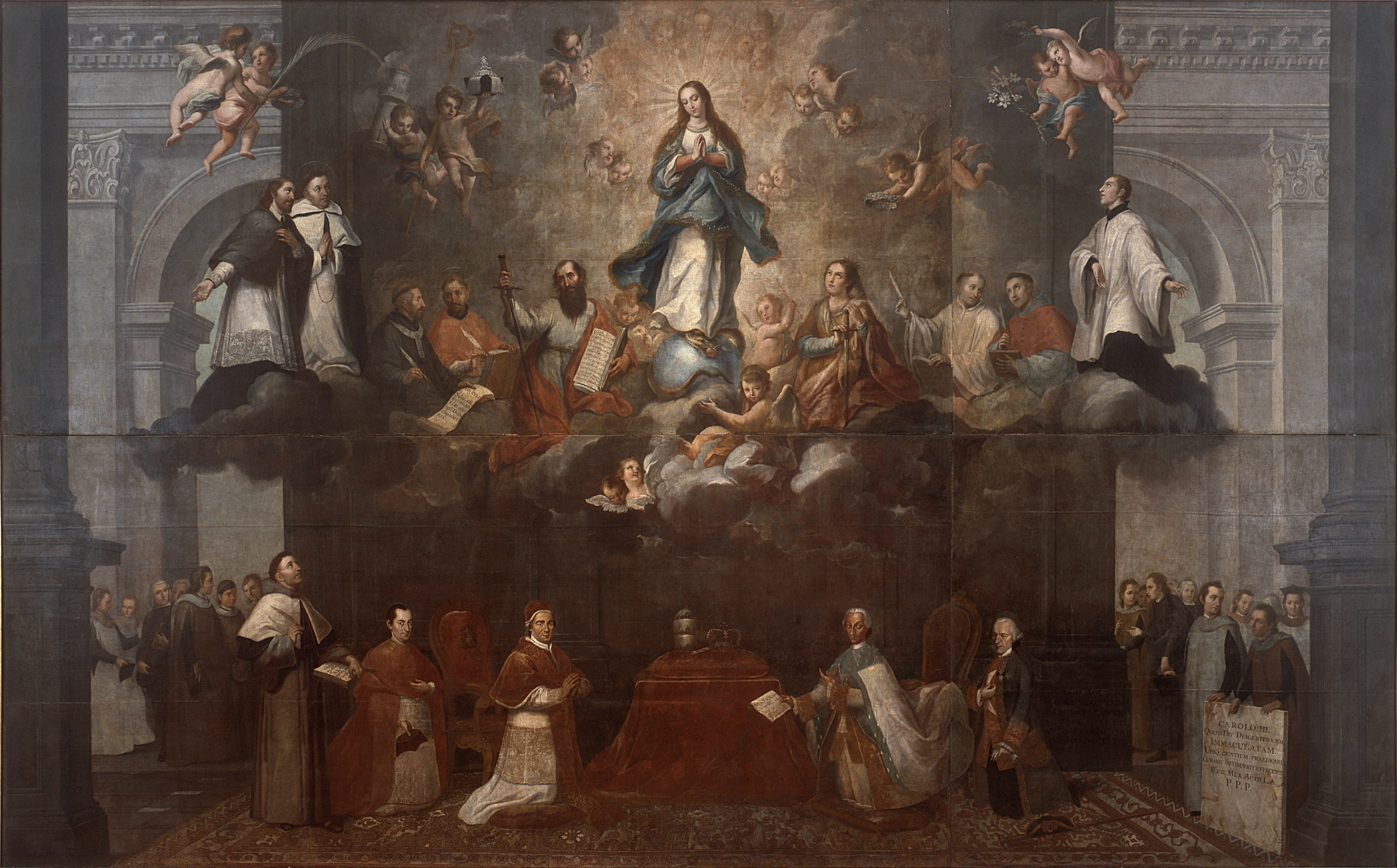
Glorificación de la Inmaculada por Francisco Antonio Vallejo, Museo Nacional de Arte (México). Representación de los dos poderes (Altar y el Trono) con la presencia del rey Carlos III y el papa Clemente XIV, secundados por el virrey y el arzobispo de México, respectivamente, de hinojos ante la Virgen María

La desintegración del Imperio romano primero, y del Sacro Imperio después, junto con el proceso de rápida cristianización de la mayoría de los territorios que se encontraban en los mismos, dio lugar a la creación de numerosos y pequeños reinos, enfrentados las más de las veces, pero que mantenían unas mismas creencias espirituales. Así, el poder de los papas se fue incrementando, no solo como autoridad espiritual, sino como autoridad terrenal también dando lugar a una suerte de teocracia. El poder de la Iglesia se refuerza con el paso del tiempo, y los pontífices dirimen disputas entre reinos, determinan los soberanos y sus líneas sucesorias, avalan o condenan determinados actos y prácticas y se consolidan como garantes frente a terceros. Nace el viejo concepto de que el poder real tiene un origen divino, y será la Iglesia la encargada de señalar esa voluntad divina.
Esta situación no estuvo jamás exenta de disputas entre los reyes y señores de los territorios y la Iglesia. Conforme los territorios adquieren importancia, incrementan sus recursos económicos y militares y se estabilizan con el paso del tiempo, el recurso a la autoridad papal es menos necesario y mucho menos frecuente. A ello, se unen las alianzas entre soberanos que refuerzan determinadas líneas de gobierno, muchas de ellas duraderas. Durante este tiempo, los reyes se convierten en brazos ejecutores de las órdenes, instrucciones y medidas de gobierno ordinario de la Iglesia en sus territorios. La situación beneficia a ambas partes (la Iglesia y los principados): la primera no puede atender desde la lejana Roma todas las necesidades y no puede, tampoco, evaluar de forma conveniente cada una de las decisiones que sería preciso adoptar, por ejemplo, ante la sustitución de un determinado obispo; los monarcas amplían su poder, y a su soberanía por imperio de la fuerza añaden, no ya la bendición de la Iglesia, sino que ellos mismos reciben la autorización eclesiástica para tomar decisiones que incumben al papado. Este momento histórico, que no está definido para toda Europa en un mismo periodo, sino que varía según los Estados, es el conocido como del Derecho de patronato.
Una vez formadas las iglesias en los lugares de misión o de expansión del cristianismo, los poderes políticos eran los únicos en condiciones de sostener la creación de diócesis y la progresiva institucionalización. Por ello, el papa les concedió el derecho de presentación, que consiste en proponer los nombres de quienes ocuparían cargos en la jerarquía eclesiástica del lugar. A cambio, el rey o el príncipe debía financiar ("fundar" y "dotar") las nuevas iglesias.
Se puede afirmar que, hacia 1302, con la bula Unam Sanctam del papa Bonifacio VIII, se alcanza el máximo grado de descripción teórica del poder eclesial: el poder temporal está sometido al papado y será el pontífice quien legitimará a los soberanos.
Clemente VI concedió al infante Luis de la Cerda las Islas Canarias para que fueran cristianizadas: esto por medio de la bula Tuae devotionis sinceritas de 1344 pero aunque se ofrecía la soberanía política no se daba derecho de patronato propiamente dicho a Luis de la Cerda. Algo semejante ocurre en el caso de la Corona portuguesa que recibió del papa la legitimación de su expansión territorial pero, al menos inicialmente, no derecho de presentación.
Será la Monarquía Hispánica, con su expansión territorial y militar antes del descubrimiento de América, la que en primer lugar comenzará el camino hacia el patronato regio. El poder de los reinos de Castilla y Aragón en el siglo XV es más que significativo en el entorno europeo. La llamada Reconquista, convierte a los monarcas hispánicos en defensores de la fe cristiana frente a los seguidores del islam, pero además ofrece a la cristiandad nuevos territorios que evangelizar. Así, la creación de los diezmos (el pago a la Corona de una décima parte de las aportaciones de los fieles) permitirá la extensión territorial de la evangelización y, además, convierte al monarca absoluto y su Estado en recaudador y gestor de dichos bienes, determinando la oportunidad o no de la creación de nuevas misiones, Iglesias, diócesis, etc. Así, las relaciones entre el papado y el Estado católico de finales del siglo XV se han invertido parcialmente, y lo que era un derecho del soberano reconocido de iure y de facto por el papa, se convierte en un patronazgo regio, en el que la Corona representa y sustituye en muchas ocasiones, a la autoridad eclesiástica, que a través de instrucciones y bulas va cediendo su poder. El contexto histórico europeo y atlántico que permite este cambio de roles está marcado por dos sucesos: la colonización de América (1492) y la aparición de Lutero (1517), hecho este último en el que el papado precisará de todo el poder militar y político de los reinos católicos para enfrentarse a la Reforma.

## Patronato regio en la Monarquía Hispánica y las Indias
Para el particular caso de los reyes de España y Portugal a cambio de que estos apoyaran la evangelización y el establecimiento de la Iglesia católica en América y en Asia. Se derivó de las bulas papales Romanus Pontifex (1455) e Inter caetera (1456), otorgados en beneficio de Portugal en sus rutas atlánticas, y de las llamadas Bulas Alejandrinas emitidas en 1493, inmediatamente después del Descubrimiento a petición de los Reyes Católicos. El patronato regio o indiano para la Corona Española, fue confirmado por el papa Julio II en 1508. La enseñanza religiosa a los indios se vio beneficiada por los obispados.

### Antecedentes
Ya antes, el 13 de diciembre de 1486, el papa Inocencio VIII había concedido a la reina de Castilla y a su esposo, el rey de Aragón, a petición de estos, el patronato perpetuo de Canarias y Puerto Real incluyendo además Granada al prever su próxima conquista. Así quedó estipulado con la bula Ortodoxae fidei. Sin embargo, no fue hasta 1505 que los monarcas solicitaron al papa las prerrogativas plenas del patronato en las zonas descubiertas y en el territorio español bajo su dominio. Y solo en 1523, el papa Adriano VI las concederá.

### Desarrollo
Los poderes del monarca para dirigir la Iglesia fueron aumentando con el tiempo. Estos poderes reales fueron: el envío y selección de los misioneros a América (breve Inter caetera, 1493), cobro del diezmo (bula Eximiae devotionis, 1501), facultad para fijar y modificar límites de las diócesis en América (bula Ullius fulcite praesidio, 1504) y facultad para vetar la elección de arzobispados u obispados, así como del derecho de presentación (bula Universalis ecclesiae, 1508). En 1539 el emperador Carlos V exigió que las peticiones de los obispos a la Santa Sede pasen por su mano, imponiendo el pase real (pase regio o regium exequatur) a los documentos pontificios para poder ser ejecutados.
Se expidió la real cédula de Patronato en Indias (Real Patronato Indiano) que consolidó la institución. En ella, quedaba bajo autorización real, la construcción de iglesias, catedrales, conventos, hospitales, la concesión de obispados, arzobispados, dignidades, beneficios y otros cargos eclesiásticos. Los prelados debían dar cuenta al Rey de sus actos. Para la provisión de curatos el obispo debía convocar a concurso y de los candidatos seleccionados, presentar dos a la autoridad civil para que esta decidiera. Además, se obtuvo la dispensa de la visita ad limina apostolorum de los obispos a la Santa Sede; se sometió la correspondencia de los obispos a la revisión del Consejo de Indias; los concilios provinciales debían celebrarse bajo vigilancia de virreyes y presidentes de las audiencias reales; para erigir conventos o casas religiosas debía enviarse informe al Rey sobre fundaciones, haciendas y número de religiosos en región y esperar el beneplácito real; ningún superior regular podría ejercer su oficio sin obtener la autorización real; se ordenó vigilancia a la vida conventual, castigando a los eclesiásticos que no cumplían con sus deberes. La Real Audiencia se constituye en tribunal para, en primera instancia, dirimir conflictos eclesiásticos. Finalmente, a algunas órdenes religiosas como los Franciscanos, se les impuso la figura del vicario apostólico para América, que limitaba el poder del superior general. 
El patronato regio permitió que la Iglesia contara con numerosos misioneros, dispusiera de los recursos económicos y financieros necesarios y, sobre todo, facilitara su movilización y distribución. Sin embargo, tuvo también otras consecuencias menos favorables a la perspectiva papal, como el sometimiento de la Iglesia al poder real, el aislamiento de Roma y la relajación de la disciplina eclesiástica y religiosa al debilitarse la autoridad de los obispos y superiores religiosos.
Instituciones como la encomienda y debates como el de los justos títulos dejan clara cuál era la verdadera importancia de la justificación religiosa para el dominio colonial. El control de la Monarquía Hispánica sobre la Iglesia, no solo en América, sino en la Península (presentación de obispos, bula de Cruzada, control sobre las órdenes militares y la inquisición) provocaba envidias en otras monarquías europeas que no son ajenas a movimientos como la Reforma o, en la Francia católica, el galicanismo o regalismo; a los que la Contrarreforma papal respondió, entre otros movimientos, con la institución de Propaganda Fide (1622).

### SigloXVIII
En el siglo XVIII, con España y las Indias bajo la dinastía de los Borbones, se extendieron las ideas regalistas añadidas a la propia tradición regalista española (Chumacero y Pimentel, en el siglo XVII, Macanaz en la primera mitad del siglo XVIII). En 1735 la Junta del Real Patronato que tenía a Gaspar de Molina y Oviedo como presidente proclamó que los reyes de España tenían derecho al patronato universal que implicaba la asunción de todos los beneficios del reino. Sobre estas bases, en el contexto de las interminables discusiones para el Concordato de 1753, los conflictos fronterizos hispano-portugueses sobre el territorio de Misiones y la expulsión de la Compañía de Jesús (1767); se desarrolló entre los juristas españoles una tendencia a expresar el control regio sobre la Iglesia mediante nuevas formulaciones doctrinales, que implicaban que tanto el patronato como la sumisión de la Iglesia al Estado no derivaban de una concesión de la Santa Sede, sino que era la resultante de un derecho inherente a la soberanía de los reyes. El concordato refrendó esta idea aun cuando se reservó 52 beneficios.

### Edad Contemporánea
El Patronato Regio tuvo su fin en Hispanoamérica a partir de 1810, tras la independencia de las colonias  guerras de independencia hispanoamericana (1808-1821) y el establecimiento de los nuevos estados. Sin embargo, fue invocado también por las recién formadas repúblicas americanas al considerarse como continuadores de las obligaciones históricas y legales de la Corona española, sobre la Iglesia católica dentro de sus territorios.  El  llamado Patronato Republicano se mantuvo, entonces, unas décadas más, cuando sucesivamente se fue aboliendo. 
En España el nuevo concordato, firmado en 1851 mantuvo el patronato universal que permaneció como derecho de la Corona española hasta el advenimiento de la Segunda República Española (1931). El patronato regio se mantuvo hasta la separación Iglesia-Estado a comienzos del siglo XX y fue renunciado por el rey Juan Carlos I en 1976.